# Plínio José Luz da Silva

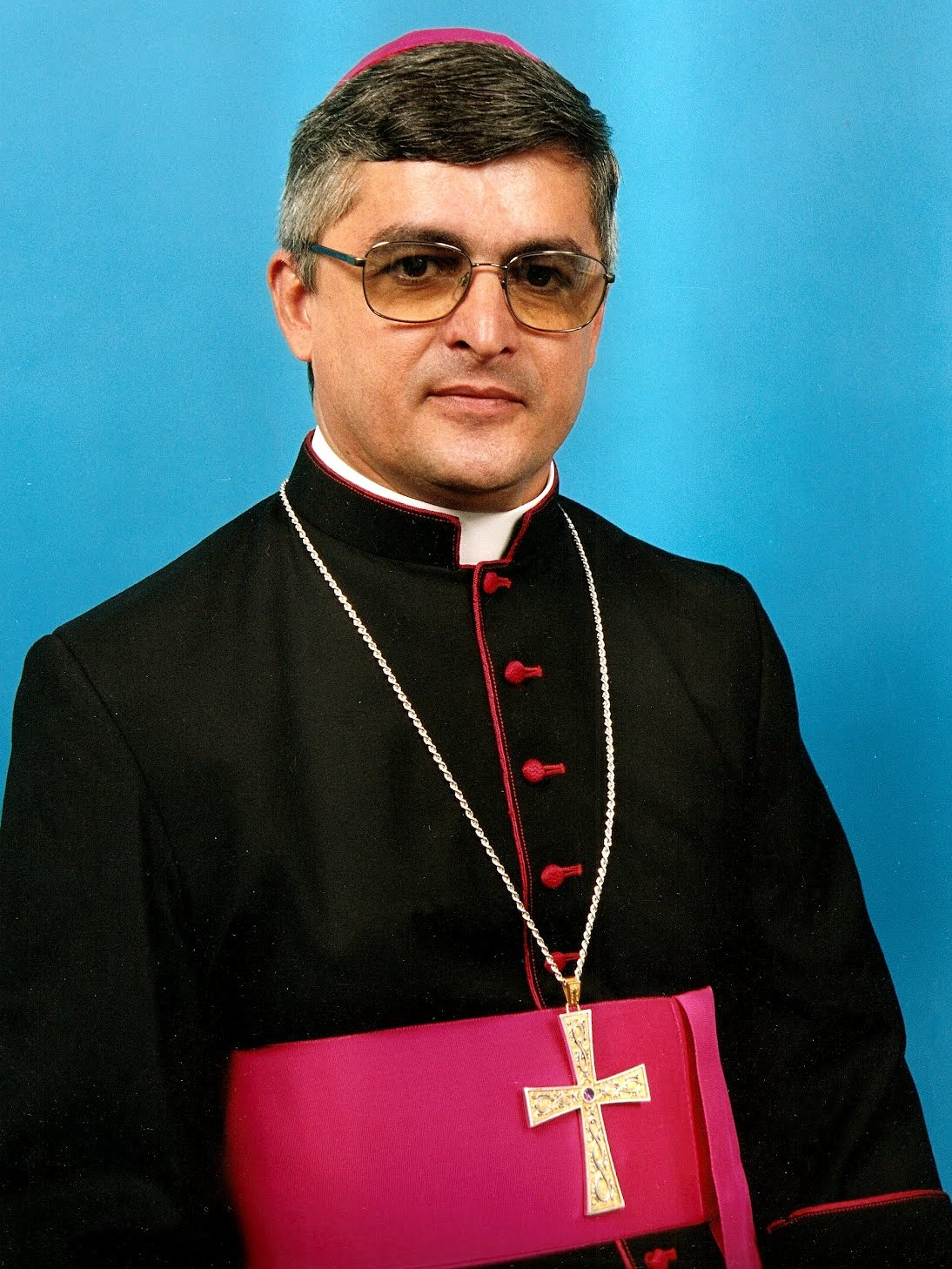
Plínio José Luz da Silva, 2001

Plínio José Luz da Silva (* 18. Oktober 1955 in Pacoti, Ceará, Brasilien) ist Bischof von Picos.

## Leben
Plínio José Luz da Silva empfing am 16. Dezember 1984 das Sakrament der Priesterweihe.
Am 13. Juni 2001 ernannte ihn Papst Johannes Paul II. zum Titularbischof von Marazanae und bestellte ihn zum Weihbischof in Fortaleza. Der Erzbischof von Fortaleza, José Antônio Aparecido Tosi Marques, spendete ihm am 24. August desselben Jahres die Bischofsweihe; Mitkonsekratoren waren der Bischof von Sobral, Aldo de Cillo Pagotto SSS, und der Bischof von Iguatu, José Doth de Oliveira. Am 26. November 2003 ernannte ihn Johannes Paul II. zum Bischof von Picos.